# Anton Polda
Anton Polda, slovenski duhovnik, * 4. junij 1916, Zabrezno/Krnica, Zgornje Gorje, † 23. junij 1945, Mrzlica nad Hrastnikom.

## Življenje
Obiskoval je ljudsko šolo, nato pa je v Škofovih zavodih v Šentvidu nad Ljubljano obiskoval gimnazijo, zadnji razred pa je dokončal na klasični gimnaziji v Ljubljani, kjer je leta 1937 matirural. Želel je študirati pravo, po novi maši Janeza Ambrožiča si je premislil in se odločil za teologijo. Zaradi nemške okupacije Gorenjske se kot bogoslovec ni mogel vračati domov. V  času študija je bil prijatelj Viktorja Zormana in pisatelja Karla Mauserja. 4. julija 1943 je bil posvečen v duhovnika, novo mašo je imel v Dobrepolju. Po kapitulaciji Italije se je z domobranci umaknil na Turjak, po zajetju pa je bil po naključju (neznano?) izpuščen in se je vrnil v Ljubljano. Po njegovem mnenju (pisma prijatelju Francu Kernu) je bil mnenja, da je bil edini izpuščen na svobodo. Nastavljen je bil za kaplana v Dobrepolju, nato je deloval kot kurat v Rupnikovem bataljonu. V vojni je pri partizanih izgubil brata, po naključju pa je rešil polbrata, ki so ga zajeli domobranci. Maja 1945 se je umaknil v Vetrinj. Njegov bataljon je bil vrnjen 30. maja preko Pliberka, Slovenj Gradca, Maribora in Celja v koncentracijsko taborišče Teharje. Tam je na skrivaj opravljal duhovniško delo. 21. junija 1945 se je pridružil deseterici, ki je skušala pobegniti iz taborišča. Skupaj z Ivanom Korošcem in Tinetom Mehletom je prišel čez ograjo, nato pa so ju s Korošcem zajeli oboroženi terenci na Mrzli Planini. Vodili so ju na Hrastnik, kjer sta 23. junij skušala pobegniti s skokom v hosto. Ivan Korošec se je rešil, pozneje je izvedel, da so Poldo ujeli in ubili ob nekem grabnu.

## Literarno delo
V literarnih delih je Anton Polda obravnaval kmečko snov, vrh njegovega pisateljskega ustvarjanja predstavlja nekaj novel. Nanj je vplivalo predvsem pisanje Frana Saleškega Finžgarja in Janeza Jalna.
Njegovo literarno delo je raziskal France Pibernik in ga ocenil v knjigi Jutro pozabljenih.